# Gmina Sieraków
Die Gmina Sieraków ist eine Stadt-und-Land-Gemeinde im Powiat Międzychodzki der Woiwodschaft Großpolen in Polen. Ihr Sitz ist die gleichnamige Stadt  (deutsch Zirke) mit etwa 6000 Einwohnern.

## Geographie
Die Gemeinde grenzt im Norden an die Woiwodschaft Lebus und im Westen an die Gemeinde der Kreisstadt Międzychód (Birnbaum). Sie liegt etwa 60 Kilometer Luftlinie nordwestlich der Stadt Posen. Die Warthe durchzieht das Gemeindegebiet von Ost nach West.

## Gliederung
Zur Stadt-und-Land-Gemeinde (gmina miejsko-wiejska) Sieraków gehören neben der Stadt 15 Dörfer (deutsche Namen amtlich bis 1945)  mit einem Schulzenamt (sołectwo):
- Bucharzewo (Bucharzewo, 1943–1945 Schönwald) [3]
- Chalin (Chalin, 1943–1945 Wilhelmstal) [3]
- Chorzępowo (Chorzepowo, 1943–1945 Stranddorf) [3]
- Góra (Gora, 1943–1945 Berghütten) [3]
- Grobia
- Izdebno
- Jabłonowo
- Kaczlin (Katschlin, 1943–1945 Waldhöfen) [3]
- Kłosowice (Klosowitz, 1943–1945 Klaswiesen) [3]
- Lutom (Luttom, 1943–1945 Gerritshof) [3]
- Lutomek (Lutomek, 1943–1945 Kleinluitom) [3]
- Ławica (Lawica, 1943–1945 Freiberg) [3]
- Marianowo (Marianowo, 1943–1945 Marienhof) [3]
- Przemyśl (Przemyschel, 1943–1945 Mahldorf) [3]
- Tuchola (Tucholle, 1943–1945 Tuchenau) [3]

Weitere Ortschaften der Gemeinde ohne Schulzenamt sind:
- Błota
- Borowy Młyn
- Czapliniec
- Dębowiec
- Gospódka
- Jeleniec
- Jeziorno
- Kobylarnia (Kobylarnia, 1943–1945 Hirschdorf) [3]
- Kukułka
- Lichwin
- Pławiska
- Śrem